# Morrisons

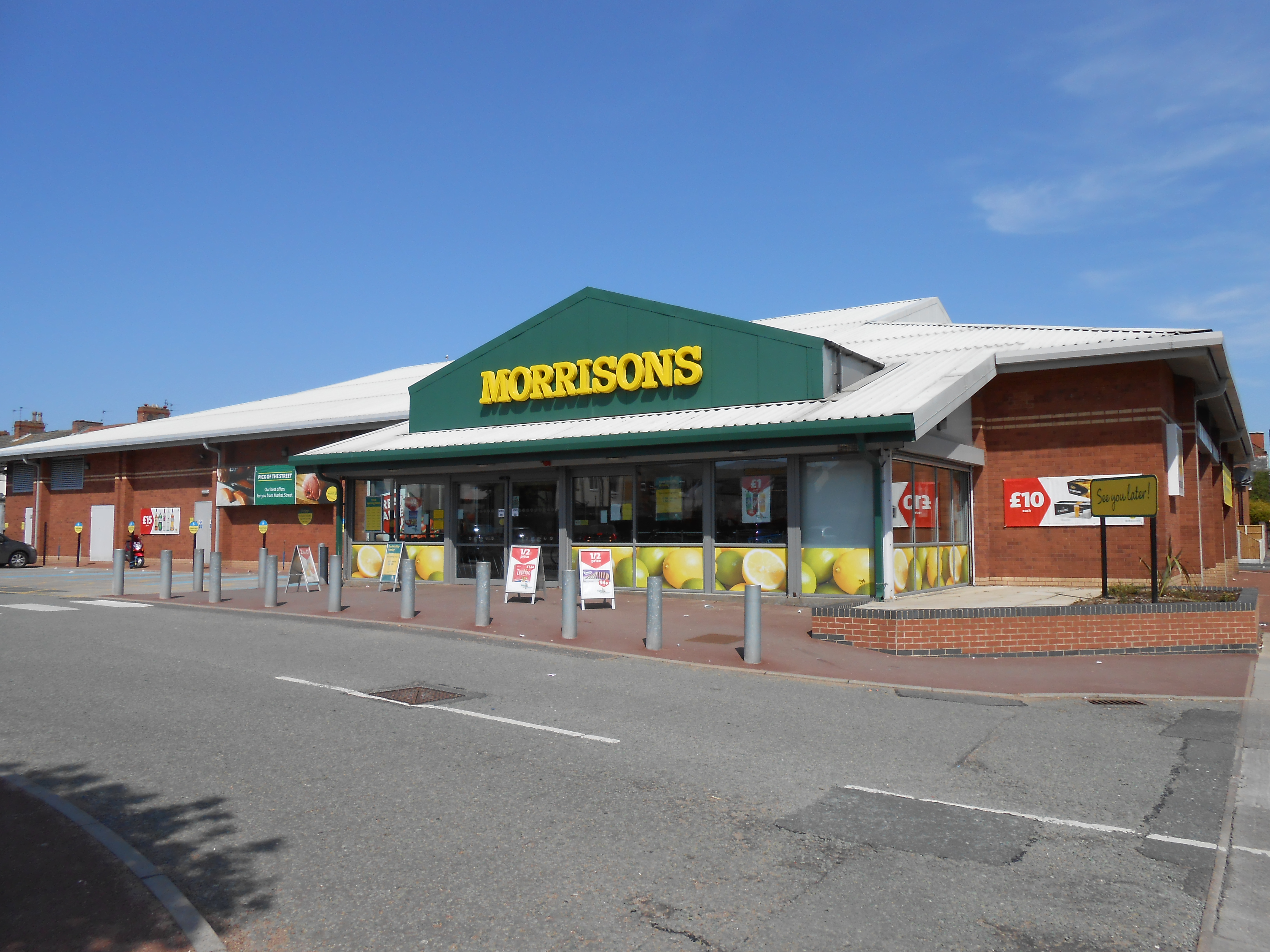
Sklep Morissons w Seacombe

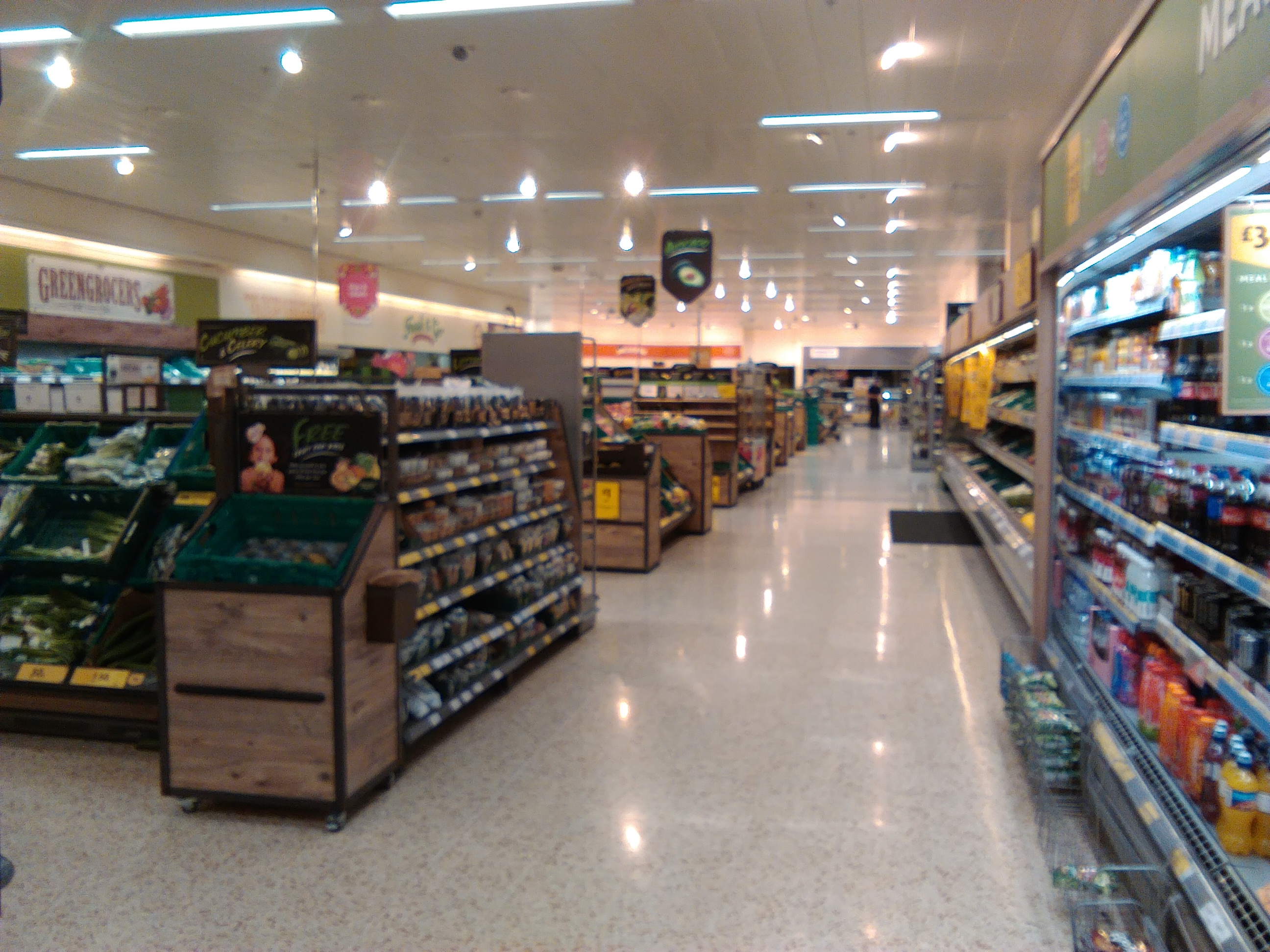
Sklep Morrisons w Wetherby

Morissons, pełna nazwa Wm Morrison Supermarkets PLC – sieć supermarketów w Wielkiej Brytanii, czwarta pod względem wielkości po Tesco, Asda i Sainsbury’s z udziałem w rynku rzędu 11,4%. Akcje spółki wchodzą w skład indeksu FTSE 100.

## Historia
Początki firmy sięgają roku 1899 – założył ją w Bradford William Morrison – jego rodzina posiada do dziś 15,5% udziałów. Od roku 1967 notowana na giełdzie. W roku 2004 wykupiła brytyjską sieć supermarketów Safeway.